# Stefan Gehrold
Stefan Gehrold (ur. 14 listopada 1965 we Fryburgu Bryzgowijskim) – niemiecki polityk, długoletni pracownik Fundacji Konrada Adenauera, deputowany do Parlamentu Europejskiego VIII kadencji.

## Życiorys
Studiował prawo na Uniwersytecie w Pasawie, Universidade Católica Portuguesa w Porto i Uniwersytecie Albrechta i Ludwika we Fryburgu, zostając absolwentem ostatniego z nich w 1992. W 1994 doktoryzował się na Westfalskim Uniwersytecie Wilhelma w Münsterze. Początkowo pracował jako prawnik w firmach prawniczych. Od 2000 (z przerwą w latach 2007–2008, gdy był zatrudniony w jednej ze spółek prawa handlowego) zawodowo związany z Fundacją Konrada Adenauera. Koordynował biura fundacji w Zagrzebiu, Pradze i Dakarze. W 2011 został dyrektorem europejskiego biura tej organizacji w Brukseli.
Działacz Unii Chrześcijańsko-Demokratycznej (CDU). W wyborach europejskich w 2014 bez powodzenia kandydował do PE. Mandat eurodeputowanego VIII kadencji objął we wrześniu 2018, zastępując Burkharda Balza. W Europarlamencie dołączył do frakcji Europejskiej Partii Ludowej.